# Short Brothers
Short Brothers plc (zkráceně uváděná jako Shorts) je severoirský letecký výrobce založený v roce 1908 bratry Shortovými (Oswald Short, Eustace Short a Horace Short) v Londýně. Je to první firma na světě, která se zabývala sériovou výrobou motorových letadel těžších vzduchu a zároveň nejstarší evropský letecký výrobce. V současnosti je sdružena v letecké divizi Bombardier Aerospace kanadské společnosti Bombardier, která ji odkoupila v roce 1989.
Short Brothers je znám zejména díky svým létajícím člunům z 50. let 20. století.

## Galerie

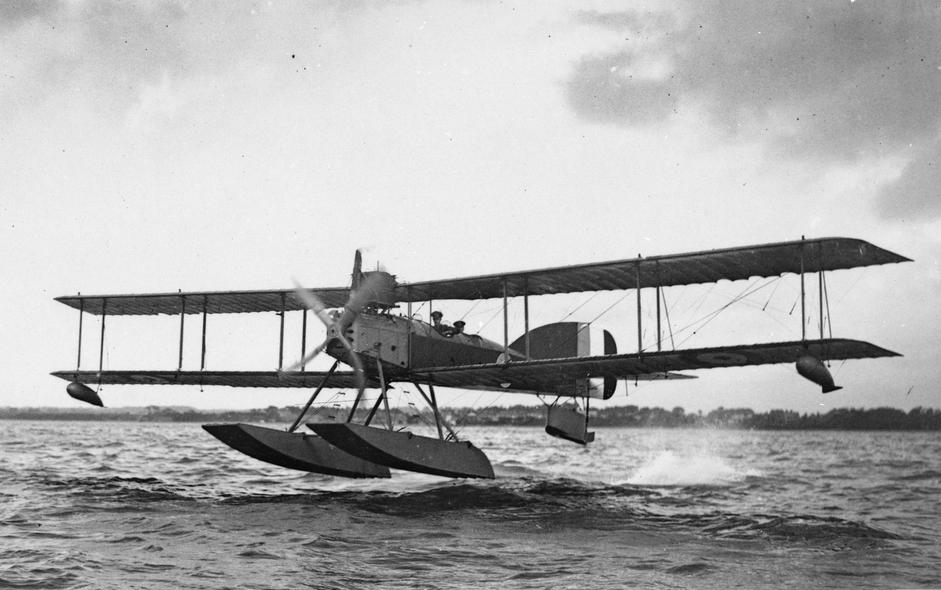
Short S.184
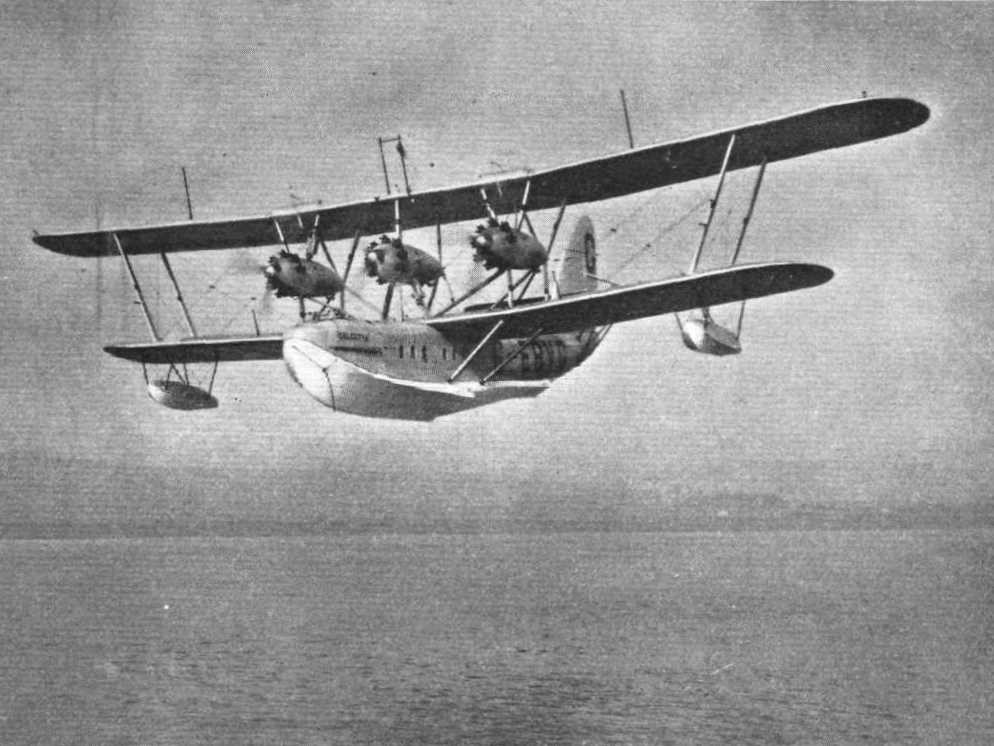
Short S.8 Calcutta
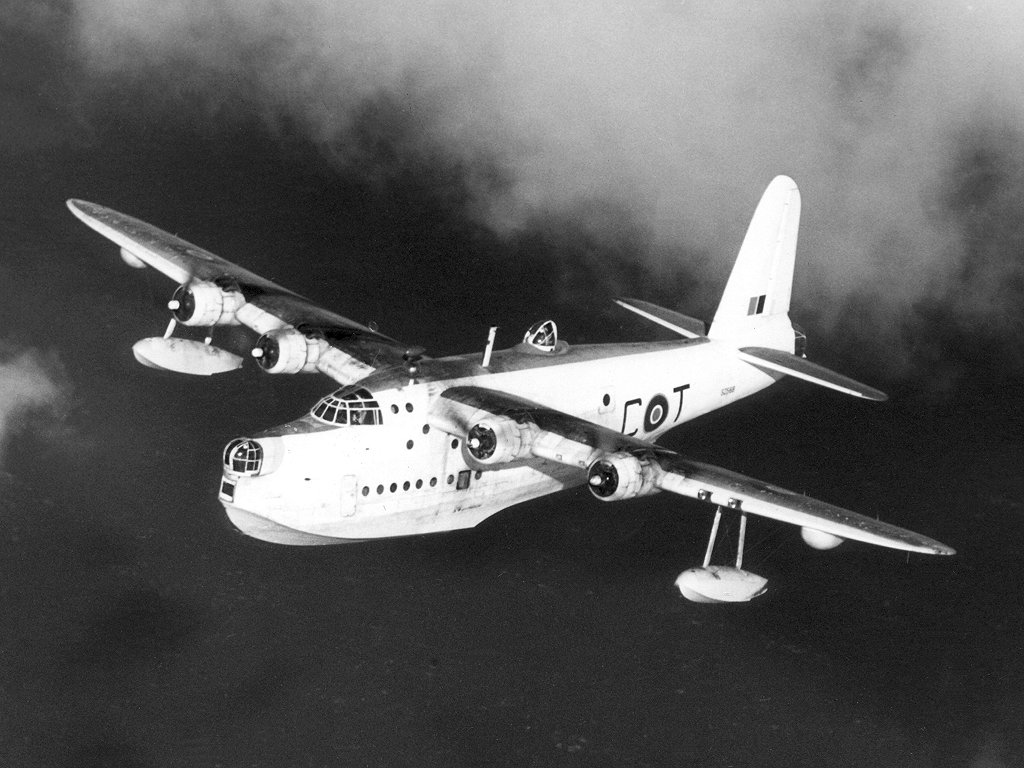
Short Sunderland

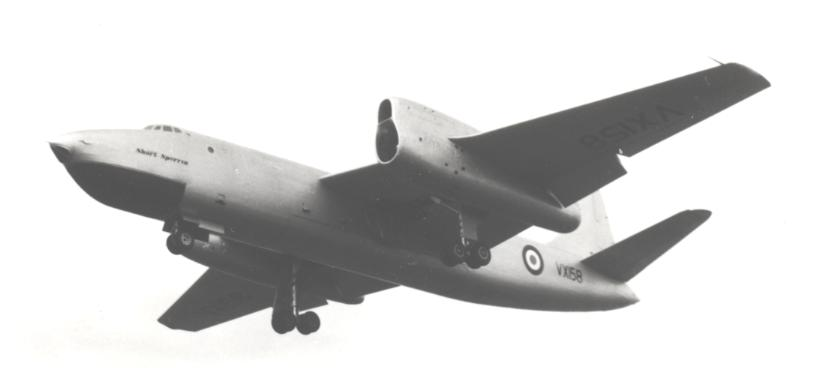
Short Sperrin
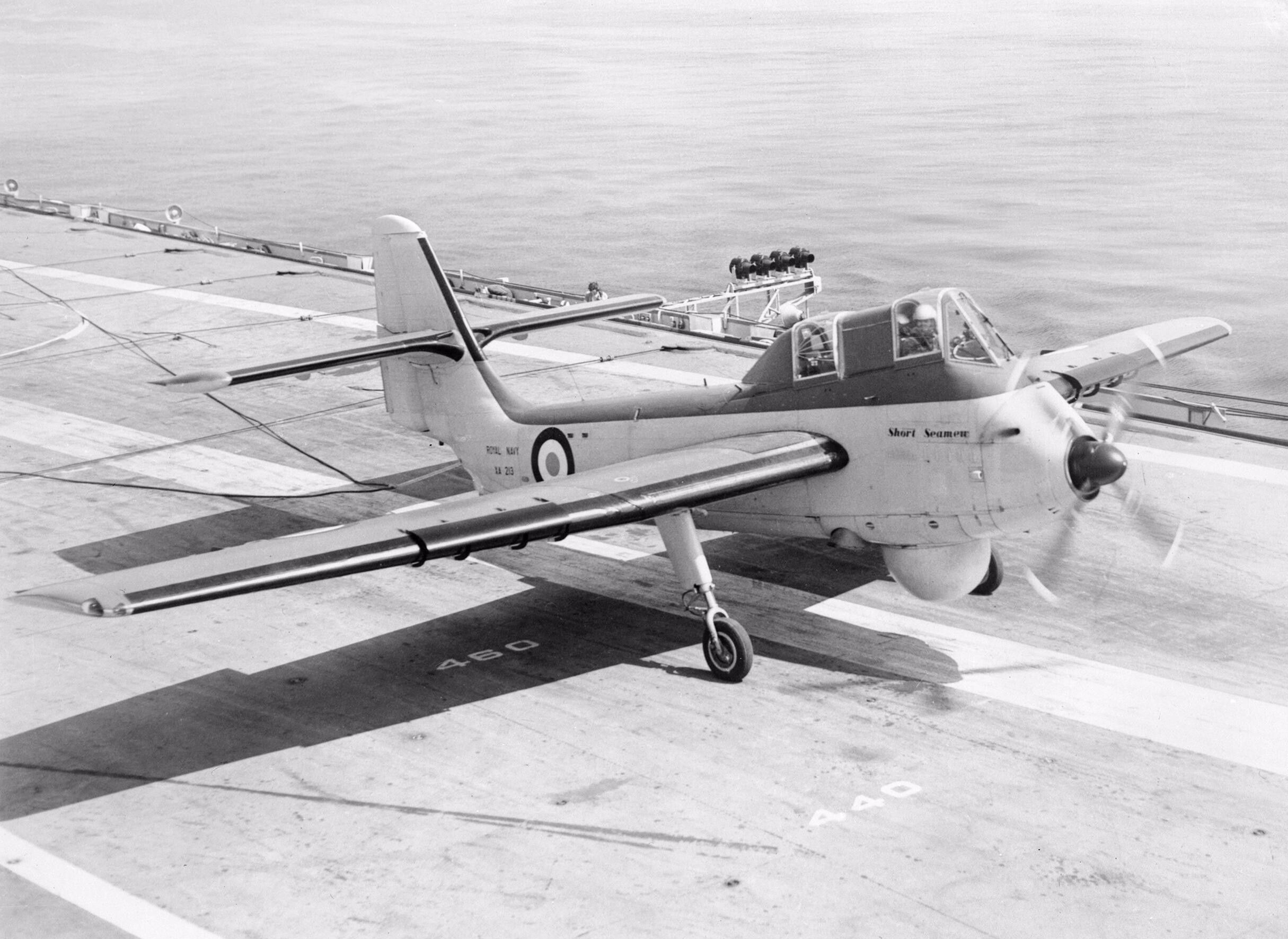
Short Seamew
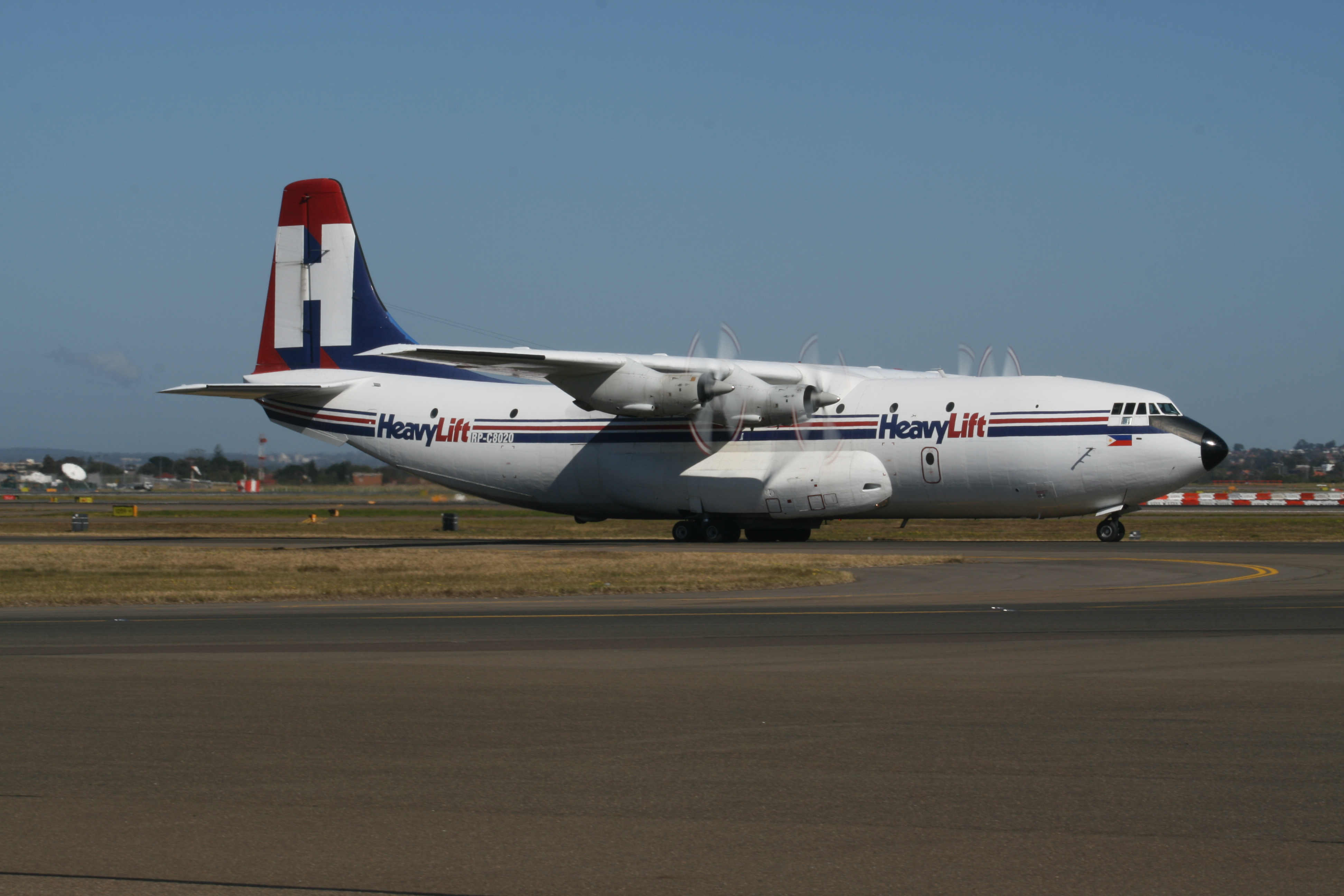
Short SC.5 Belfast